# 主場博客
主場博客因應主場新聞結束而生，繼續提供平台予前主場博客發表文章與作品。主場博客目前有百多位前主場博客參與，沒有單一主事人，是一個主場博客共同擁用的分享平台，各博客在此上載的文章，文責自負。

## 源起
2014年7月26日，主場新聞突然結束營運，一群在主場新聞寫文章的博客於Facebook設立了「主場新聞博客群」專頁，集合各博客的文章。一眾在主場新聞執筆寫文章的博客在2014年8月底試行新網站，2014年9月9日，網站正式啟用。

## 活躍博客
- 區家麟（页面存档备份，存于）
- 姚崢嶸（页面存档备份，存于）
- 徐緣（页面存档备份，存于）
- 山地媽（页面存档备份，存于）
- 場邊故事（页面存档备份，存于）
- 鍾樂偉（页面存档备份，存于）
- 林兆彬（页面存档备份，存于）

## 外部連結
- 主場博客網站（页面存档备份，存于）
- 主場新聞博客群Facebook專頁（页面存档备份，存于）